# Detroit Pistons

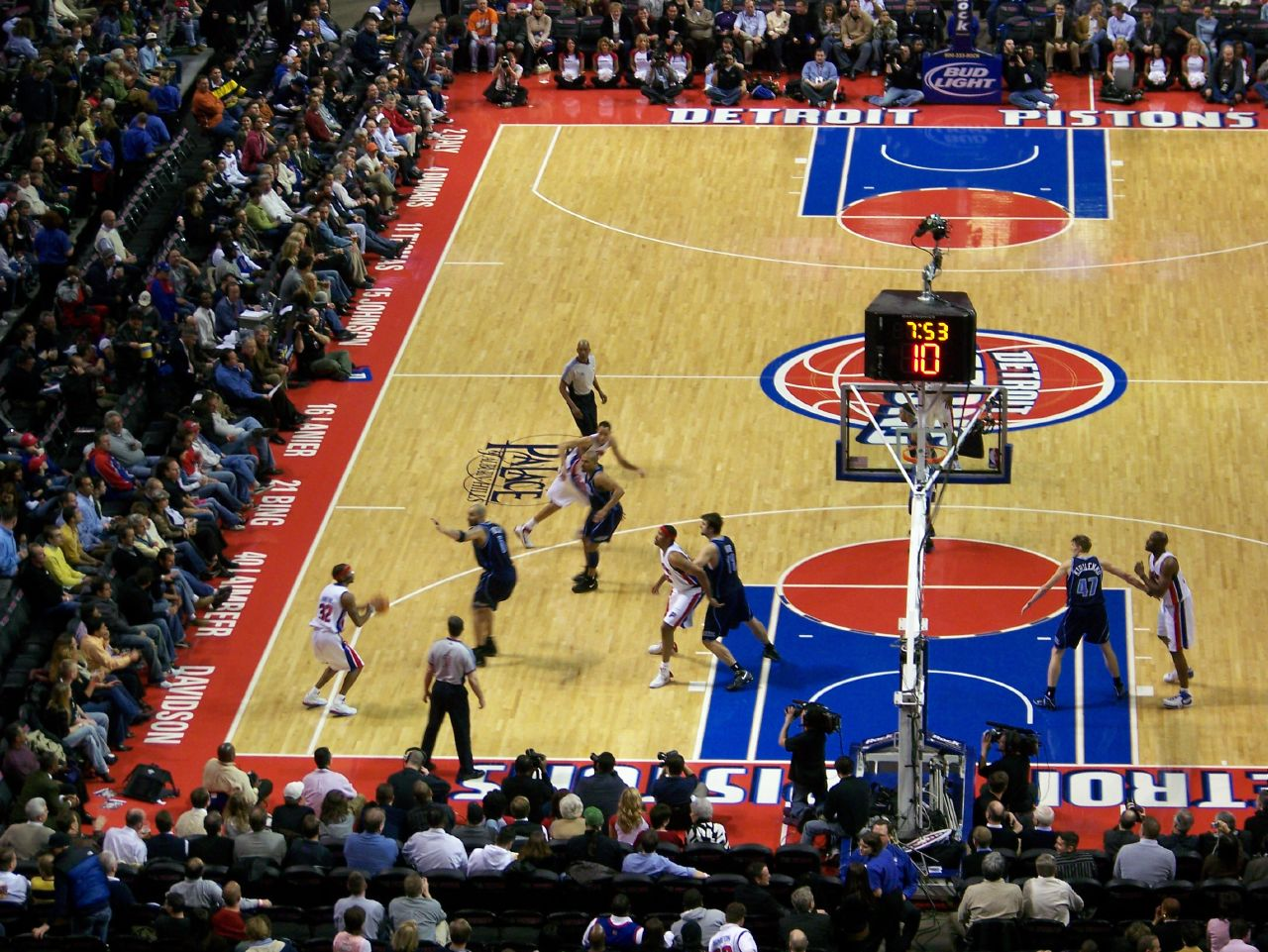
Detroit Pistons i vitt matchställ mot Utah Jazz, på hemmaplan 2006.

Detroit Pistons är en amerikansk basketorganisation inom National Basketball Association (NBA), hemmahörande i Detroit, Michigan. Laget grundades 1941 i Fort Wayne, Indiana och hette då Fort Wayne (Zollner) Pistons och var en del av NBL, där de vann två titlar. Klubben gick med i NBA 1948 och flyttade till Detroit 1957. Sedan dess har de vunnit tre titlar - 1989, 1990 och 2004. I början av 2000-talet spelade Pistons sex NBA Eastern Conferencefinaler i rad, men vann bara två gånger. Pistons hemmaarena är sedan 2017 Little Caesars Arena.

## Historia

### 1948–1957: Fort Wayne Pistons
Organisationen grundades under namnet Fort Wayne Zollner Pistons och spelade sina hemmamatcher i North Side high school i Fort Wayne, Indiana. Ägarna, syskonen Fred och Janet Zollner, hade ett gjuteri, Zollner Corporation, som gjorde kolvar (pistons) till främst bil- och lastbilsmotorer samt till lokomotiv. 1948 bytte laget namn till Fort Wayne Pistons och spelade då i BAA.
På grund av Fort Waynes storlek räckte inte det lokala publikstödet för att Pistons skulle gå med vinst. Zollner flyttade därför laget till Detroit 1957. I Detroit blomstrade bilindustrin, vilket gjorde att namnet Pistons passade och fick vara kvar. 
De första fyra säsongerna i Detroit spelade Pistons i NHL-laget Detroit Red Wings dåvarande hemmaarena, Olympia Stadium och flyttade sedan till Cobo Arena. Organisationen var en besvikelse som hade problem både spelmässigt och med biljettförsäljningen.

### 1957–1979: ett kämpande lag
Under 60- och 70-talet karaktäriserades Pistons av stark individualism och svaga lag. Några av stjärnspelarna under perioden var Dave Bing, Jimmy Walker, Bob Lanier och detroitsonen Dave DeBusschere, som var den yngste spelande coachen i NBA:s historia. Under säsongen 1968 gjorde man ett dåligt spelarbyte som placerade DeBusschere i New York Knicks. Istället fick man Howard Komives och Walt Bellamy, två spelare som båda var i slutet av sina karriärer. DeBusschere blev nyckelspelare i Knicks och ledde laget till två NBA-titlar.
Bing och Laniers säsonger i Pistons var visserligen både spännande och delvis framgångsrika, men laget kunde aldrig nå upp till samma nivå som Milwaukee Bucks och Chicago Bulls, som båda hade mycket framgångsrika lag i samma division som Pistons.
1974 sålde Zollner laget till affärsmannen Bill Davidson. Han förblev ägare till sin död i mars 2009. Davidson var missnöjd med lagets läge i downtown och flyttade därför laget till förorten Pontiac 1978 där de spelade i NFL-laget Detroit Lions dåvarande hemmaarena Silverdome, vilken från 2012 är hemmaplan för Detroit Mechanix, Detroits ultimate frisbee-lag. 

### 1979–1994: Detroit Bad Boys
Säsongen 79-80 avslutades med 14 raka förluster. Dessa, tillsammans med säsongen 80-81:s inledande 7 raka förluster, gjorde att Pistons hade rekordet för flest raka förluster i NBA. De behöll det osmickrande rekordet i två säsonger, tills Cleveland Cavaliers slog det.
1981 draftade Pistons point guarden Isiah Thomas från Indiana University. I och med detta började en ny, mer framgångsrik era för Pistons. I början av 1982 fick man, genom ett byte, Bill Laimbeer, en center från Cavaliers, samt guarden Vinnie Johnson från Seattle SuperSonics (nuvarande Oklahoma City Thunder). Thomas, Laimbeer och Johnson spelade tillsammans i tio år och var kärnan i det lag som skulle klättra till toppen av NBA.
Till en början hade Pistons vissa svårigheter med att ta sig upp till toppen av ligan. 1984 förlorade de en tuff slutspelsserie mot Knicks med 3-2 i matcher. I slutspelet 1985 vann Pistons sin första matchserie och ställdes mot de regerande mästarna Boston Celtics i conference-semifinalen. Celtics vann serien, men Pistons visade att de var ett lag att räkna med i framtiden.
I draften 1985 valde Pistons Joe Dumars som nummer 18. Detta skulle visa sig vara ett mycket klokt val. De bytte även till sig Rick Mahorn från Washington Bullets. I slutspelet 1986 förlorade de mot det mer atletiska Atlanta Hawks i första rundan. 
Inför säsongen 86-87 fick Pistons fler nyckelspelare, såsom John Salley (draftad som nr 11), Dennis Rodman (nr 27) och Adrian Dantley, som de fick genom ett byte med Utah Jazz. Lagets nya spelstil var mer fysisk och aggressiv, vilket efter hand gav dem smeknamnet "bad boys". I slutspelet nådde de finalen i Eastern Conference, men förlorade mot Celtics med 4-3 i matcher.
1988 slog Pistons Celtics i finalen i eastern conference på sex matcher och gick därför vidare till NBA-finalen. Där väntade Los Angeles Lakers med bland andra Magic Johnson och Kareem Abdul-Jabbar. Lakers vann med 4-3 i matcher, med två avslutande rysarmatcher där Lakers vann match 6 med 103-102 och match 7 med 108-105.
Säsongen 1988-89 var den första säsongen att spelas i The Palace of Auburn Hills, Pistons nuvarande hemmaarena. Under säsongen vann de 63 matcher, vilket då var NBA-rekord. De ställdes mot Lakers i finalen igen och vann den här gången med fyra raka matcher. Joe Dumars blev utnämnd till mest värdefulla spelare (MVP) i finalserien. Detta lag är utsett till ett av de tio bästa lagen i NBA:s historia. 
Pistons lyckades försvara sin mästartitel säsongen 89-90. I conferencefinalen mötte de Michael Jordans Chicago Bulls. Pistons vann matchserien med 4-3 i matcher. För tredje året i rad nådde de finalen i NBA, där de mötte Portland Trail Blazers. De två första matcherna spelades i Detroit. Lagen vann varsin match innan det var dags för tre raka matcher i Portland. Dessa vann Pistons och blev då det första laget i NBA att vinna tre raka bortamatcher i finalserien. Pistons vann sin andra mästerskapstitel med 4-3 i matcher. Isiah Thomas utnämndes till MVP i finalserien.
Vid säsongen 90-91:s conferencefinal satte Bulls stopp för Pistons och slog dem med 4-0 i matcher. Efter denna säsong gick det snabbt utför för Pistons. Flera av nyckelspelarna blev antingen bortbytta eller la basketskorna på hyllan.

### 1994–2000: Grant Hill
Den dåliga säsongen 93-94 gjorde att Pistons kunde välja Grant Hill på plats nummer tre i draften 1994. Hill utnämndes till NBA Rookie of the Year (årets nykomling) säsongen 94-95 och stannade i laget till 2000.

### 2000–2008: Tillbaka som mästare
Den före detta Pistonsspelaren Joe Dumars slutade spela 1999 och valdes till sportchef i Detroit Pistons inför säsongen 00-01. Till en början tycktes uppgiften bli svår, då Grant Hill bestämt sig för att lämna laget till förmån för Orlando Magic. Dumars lyckades få till ett så kallat sign and trade-avtal, vilket gav Pistons Ben Wallace och Chucky Atkins i utbyte mot Hill. Dessa båda placerade sig snart i startfemman. Wallace fick flera utmärkelser under sin långa karriär. Han blev bland annat utsedd till årets försvarsspelare fyra säsonger och 2002 och 2003 tog han flest returer i NBA.
Inför säsongen 02-03 skrev Chauncey Billups på för Pistons efter att hans kontrakt med Minnesota Timberwolves gått ut. Sportchef Dumars skrev även kontrakt med Richard "Rip" Hamilton från Washington Wizards. I draften valde Pistons Tayshaun Prince på plats 23. Pistons spelade final i eastern conference för första gången sedan 1991, men förlorade mot New Jersey Nets på fyra matcher.
Inför säsongen 03-04 anställdes Hall of Fame-coachen Larry Brown. Pistons vann över Indiana Pacers i conferencefinalen och ställdes mot Lakers, med stjärnor som Shaquille O'Neal, Kobe Bryant och Karl Malone. Lakers hade vunnit tre titlar de senaste fyra säsongerna, vilket gjorde att de var favorittippade. Pistons tog dock hem titeln på fem matcher och gjorde ägare, William Davidson, till den förste, och hittills ende, ägaren att vinna både NBA och NHL samma år, då han även ägde Stanley cup-vinnarna Tampa Bay Lightning.
Även 2005 gick Pistons till NBA-final efter att ha besegrat Miami Heat i conferencefinalen med 4-3 i matcher. I finalen föll de mot San Antonio Spurs efter att, för första gången sedan 1994, sett till att det blev en sjunde match i finalserien. 
Efter säsongen bröt de kontraktet med headcoach Brown, som gick till Knicks, och ersatte honom med Flip Saunders från Minnesota Timberwolves. Säsongen hade börjat med ett bråk under en match mot Pacers, Browns gamla klubb, vilket ska ha varit en av anledningarna till att säsongen blev hans sista i Pistons. Bråker ledde även till flera avstängningar för både Pistons- och Pacersspelare.
Fyra av fem spelare i Pistons förstafemma blev under säsongen 05-06 uttagna till NBA:s all star-lag för eastern conference. Coach Saunders blev utsedd till coach för laget.
Säsongen slutade med 64 vinster och 18 förluster i grundserien. De startade samma fel spelare i 75 matcher i rad, vilket var flest i NBA. I slutspelet föll de mot Heat i conferencefinalen i sjätte matchen.
Inför säsongen 06-07 erbjöds Ben Wallace ett fyraårskontrakt för 48 miljoner dollar, vilket skulle ha gjort honom till den högst avlönade pistonsspelaren någonsin. Wallace avböjde dock och skrev istället på för Chicago Bulls.
Pistons kontrakterade Nazr Mohammed som ersättare för Wallace. Han hade dock svårt att fylla det tomrum som Wallace lämnat efter sig, så organisationen började leta efter ytterligare en spelare som hjälp. De hittade hjälpen i Chris Webber, draftad som nummer 1 1993, som precis blivit fri att skriva kontrakt med, då hans tidigare kontrakt gått ut. Både Webber och Mohammed stannade bara säsongen ut. Även denna säsong gick Pistons till eastern conferencefinal. De förlorade mot Cleveland Cavaliers med 4-2 i matcher efter att ha vunnit de två första matcherna.
I draften 2007 valde Pistons guarderna Rodney Stuckey på plats 15 och Arron Afflalo på plats 27. De förlängde även Chauncey Billups kontrakt. Denna säsong var Pistons 50:e säsong i Detroit.
Inför säsongen 08-09 kontrakterades Rasheed Wallace som ny center. Coach Saunders gick in i sin tredje säsong som coach, vilket gjorde honom till den pistonscoach som varit i laget längst sen Chuck Daly slutade som coach 1992, efter nio år i organisationen.
I draften 2009 valde Pistons bland annat svensken Jonas Jerebko som nummer 39 totalt.
Pistons avslutade grundserien med 59 vinster och 23 förluster, näst bäst i ligan efter Celtics. Säsongen höll på att ta slut redan i första slutspelsmatchserien mot Philadelphia 76ers, men Pistons vann till slut efter sex matcher.
Näst på tur stod Orlando Magic. Pistons vann med 4-1 i matcher, efter att ha förlorat match 3. Chauncey Billups skadade sig under matchserien och fick avsluta säsongen på bänken.
För sjätte året i rad gick Pistons till final i eastern conference. De förlorade med 4-2 i matcher mot Boston Celtics, som sedan skulle ta hem NBA-titeln. Efter säsongen meddelades att coach Saunders inte skulle komma tillbaka som coach nästa säsong.

## Spelartruppen 2025/2026
Senast uppdaterad: 15 augusti 2025.

Alla spelare som har kontrakt med Detroit Pistons. Spelarnas löner är i amerikanska dollar och är vad de skulle få ut om spelarna vore i NBA-truppen under hela säsongen.
| Nr                                |            | Namn                    | Pos   | Lön 25/26   |        | Kontrakt | Kom till laget | Kom ifrån                 |
| --------------------------------- | ---------- | ----------------------- | ----- | ----------- | ------ | -------- | -------------- | ------------------------- |
| 0                                 | USA        | Jalen Duren             | C     | $6 483 144  | [ 5 ]  | 2026     | 2022           | Charlotte Hornets         |
| 2                                 | USA        | Cade Cunningham1 − 2021 | PG    | $38 661 750 | [ 6 ]  | 2030     | 2021           | Oklahoma State Cowboys    |
| 5                                 | USA        | Ron Holland             | SF/PF | $8 557 280  | [ 7 ]  | 2028     | 2024           | NBA G League Ignite       |
| 7                                 | USA        | Paul Reed               | C/PF  | $5 288 462  | [ 8 ]  | 2027     | 2024           | Philadelphia 76ers        |
| 8                                 | Montenegro | Javonte Green           | SF    | $2 874 436  | [ 9 ]  | 2026     | 2025           | Cleveland Cavaliers       |
| 8                                 | USA        | Caris LeVert            | SF/SG | $14 104 000 | [ 10 ] | 2027     | 2025           | Atlanta Hawks             |
| 9                                 | USA        | Ausar Thompson          | SG/SF | $8 775 000  | [ 11 ] | 2027     | 2023           | City Reapers              |
| 12                                | USA        | Tobias Harris           | PF/SF | $26 634 146 | [ 12 ] | 2026     | 2024           | Philadelphia 76ers        |
| 20                                | USA        | Chaz Lanier             | SG    | $1 372 870  | [ 13 ] | 2029     | 2025           | Tennessee Volunteers      |
| 23                                | USA        | Jaden Ivey              | SG    | $10 107 163 | [ 14 ] | 2026     | 2022           | Purdue Boilermakers       |
| 25                                | USA        | Marcus Sasser           | SG/PG | $2 886 720  | [ 15 ] | 2027     | 2023           | Boston Celtics            |
| 28                                | USA        | Isaiah Stewart          | PF/C  | $15 000 000 | [ 16 ] | 2028     | 2020           | Houston Rockets           |
| 34                                | Sverige    | Bobi Klintman           | PF    | $1 955 377  | [ 17 ] | 2028     | 2024           | Wake Forest Demon Deacons |
| 55                                | USA        | Duncan Robinson         | PF/SF | $14 814 815 | [ 18 ] | 2028     | 2025           | Miami Heat                |
| --                                | USA        | Zakai Zeigler           | PG    | $1 272 868  | [ 19 ] | 2026     | 2025           | Tennessee Volunteers      |
| Tvåvägskontrakt                   |            |                         |       |             |        |          |                |                           |
| Nr                                |            | Namn                    | Pos   | Lön 25/26   |        | Kontrakt | Kom till laget | Kom ifrån                 |
| 1                                 | USA        | Colby Jones             | SG    | $636 434    | [ 20 ] | 2026     | 2025           | Washington Wizards        |
| 24                                | USA        | Daniss Jenkins          | PG    | $636 434    | [ 21 ] | 2026     | 2024           | St. John's Red Storm      |
| 35                                | USA        | Tolu Smith              | PF    | $977 689    | [ 22 ] | 2026     | 2025           | Motor City Cruise         |
| Positioner: PG – SG – SF – PF – C |            |                         |       |             |        |          |                |                           |

### Spelargalleri

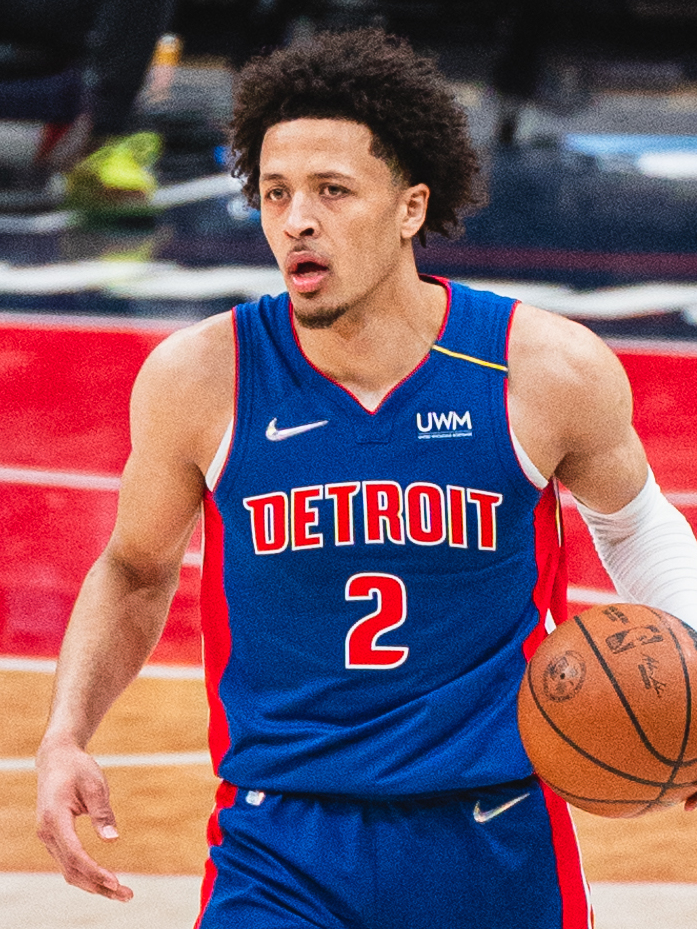
Cade Cunningham
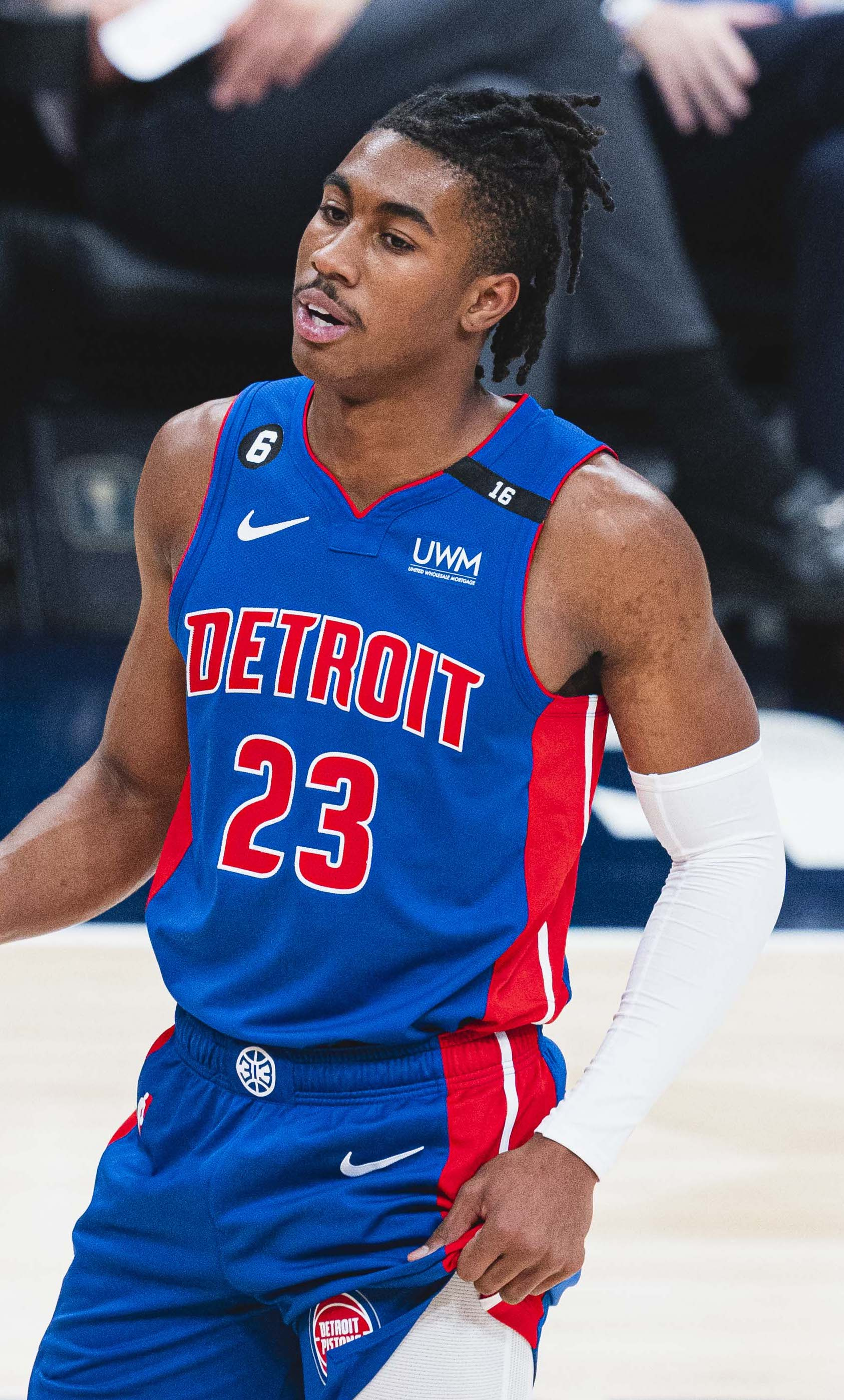
Jaden Ivey
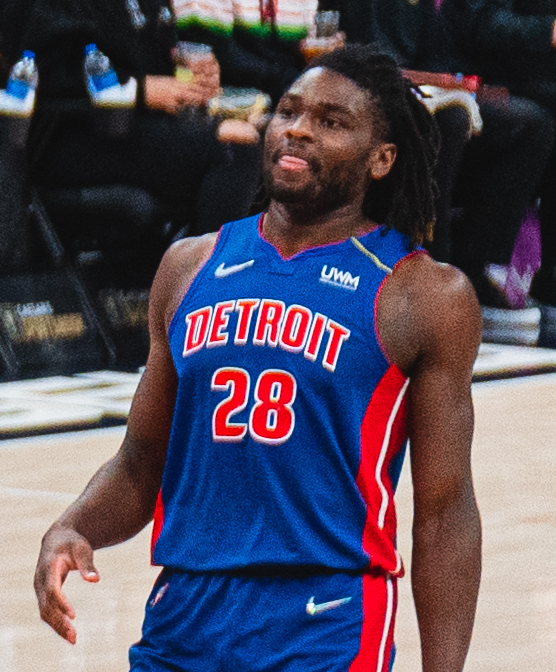
Isaiah Stewart